# Jacob Abraham de Mist
Jacob Abraham Uitenhage de Mist (20 april 1749 – 3 augustus 1823) was een Nederlandse staatsman. Hij diende als staatshoofd van de Nationale Vergadering van de Bataafse Republiek van 17 april 1797 tot 1 mei 1797. Daarnaast vervulde hij de rol van commissaris-generaal van de Kaapkolonie tijdens het interregnum van 21 februari 1803 tot 25 september 1804, in overeenstemming met het kortstondige Vrede van Amiens.
De Kaapkolonie was onder Nederlands bestuur sinds 1652. In 1795 werd de kolonie bezet door de Britten na de Slag om Muizenberg. Echter, in 1802, onder de definitieve vredesvoorwaarden tussen Groot-Brittannië, Frankrijk en Nederland (toen bekend als de Bataafse Republiek), werd de kolonie weer teruggegeven aan de Bataafse Republiek.

## Opleiding en carrière
De Mist werd geboren op 20 april 1749 in Zaltbommel, als zoon van predikant Arnoldus de Mist en zijn vrouw Geertruida Verstrinck. Hij studeerde van 17 september 1766 tot 1 juli 1768 Rooms-Hollands recht aan de Universiteit Leiden. Van 1768 tot 1769 was hij advocaat in Kampen .
Daarna ging hij het politieke leven in en bekleedde hij de volgende functies:
- Hoofdbestuurder van Leiden van 1769 tot 1795.
- Lid van de Raad voor de Regionale Vertegenwoordiging van de Overijssel, van 1795 tot oktober 1795.
- Lid van de commissie voor zaken en bezittingen van de Bataafse Republiek in Amerika en aan de kust van Guinee, van oktober 1795 tot mei 1796.
- Lid van de Eerste Nationale Vergadering van de Bataafse Republiek voor het district Deventer, van 17 mei 1796 tot 1 september 1797.
- Voorzitter van de Eerste Nationale Vergadering, van 17 april 1797 tot 1 mei 1797.
- Lid van de Tweede Nationale Vergadering voor het district Deventer, van 1 september 1797 tot 22 januari 1798
- Gevangenisstraf in Den Haag, van 22 januari 1798 tot juli 1798, na de staatsgreep van januari 1798, vanwege zijn politieke loyaliteit.
- Lid van het Ministerie van Justitie voor de Amstel, van 6 april 1799 tot 1 april 1802.
- Lid van de raad van Aziatische bezittingen en vestigingen, van augustus 1800 tot 1802.
- Commissaris-generaal voor Kaap de Goede Hoop, Kaapstad van 1802 tot 1804.
- Lid van de Raad voor Aziatische bezittingen en vestigingen, van 23 maart 1804 tot 1806.
- Secretaris-generaal van het Ministerie van Handel en Koloniën, van 1806 tot 1807.
- Lid van de State Board for Foreign Service, in het Department of Commerce and the Colonies, van 16 juli 1806 tot 14 februari 1807.
- Lid van de Staatsraad voor Handel en Koloniën, van 14 februari 1807 tot 4 december 1807.
- Landdrost van Maasland, van 8 mei 1807 tot 2 december 1807.
- Lid van de Staatsraad, secretaris-generaal ministerie van Koophandel en Koloniën, van 4 december 1807 tot 1 januari 1809.
- Eerste president van de Rekenkamer van het Koninkrijk Holland, van 27 mei 1809 tot 1 december 1812,
- Voorzitter van de Interimcommissie, Rekenkamer, van 1 januari 1812 tot 30 november 1813.
- President van de voorlopige rekenkamer voor de Verenigde Nederlanden, van 30 november 1813 tot 1 augustus 1814.
- Lid van de Raad van Notabelen voor het departement Monden van de Maas, 29 en 30 maart 1814.
- Lid van de Raad van Koophandel en Koloniën, van 1814 tot 1820.
- Lid van de Eerste Kamer der Staten-Generaal, van 27 september 1820 tot 3 augustus 1823.[2]

## Vrijmetselarij
Naast zijn bestuurlijke activiteiten was De Mist ook vrijmetselaar. Hij was Voorzittend Meester van de Leidse Loge La Vertu (1767-1768) en was medeoprichter en eerste Voorzittend Meester van Loge Le Profond Silence in Kampen (1770-1791 en 1793). Hij was Gedeputeerd Grootmeester (1800-1804) en Provinciaal Grootmeester voor Zuid-Afrika (1804-1813) van het Grootoosten der Nederlanden.

## Benoeming door het Bataafse Staatsbewind
Na de terugkeer van de Nederlandse Kaapkolonie onder de voorwaarden van het Vrede van Amiens, besloot het Staatsbewind van de Bataafse Republiek dat het uitvoerende en wetgevende gezag over de kolonie moest worden toevertrouwd aan een gouverneur en een raad van vier leden. Hierbij was vereist dat ten minste één lid van de raad een kolonist diende te zijn, ofwel door geboorte of door langdurig verblijf. De aangestelde gouverneur kreeg tevens de rol van bevelhebber van de troepen. Om de onafhankelijkheid te waarborgen, diende het hooggerechtshof losstaand te zijn van de andere bestuurlijke takken. Dit hof moest samengesteld zijn uit een president en zes leden die allen deskundig waren op het gebied van wetgeving. Bovendien werd bepaald dat de handel met de bezittingen van de Bataafse Republiek slechts onderworpen zou zijn aan een minimale belasting. Deze beginselen werden als fundament gebruikt voor het opstellen van een bestuursplan, dat werd toevertrouwd aan Jacob Abraham Uitenhage de Mist. De Mist was een vooraanstaand advocaat en tevens lid van de Raad voor Aziatische bezittingen en nederzettingen.
Het document opgesteld door De Mist maakte een dermate positieve indruk dat hij ermee werd belast om naar de kolonie te reizen om deze over te nemen van de Engelsen, de Nederlandse ambtenaren te installeren en de benodigde regels op te stellen. Een uiterst capabele militaire leider en een man van hoge ethische waarden, luitenant-generaal Jan Willem Janssens, werd aangewezen als gouverneur en tevens opperbevelhebber van het garnizoen. Hiervoor werden in totaal 3.150 soldaten toegewezen. Daarnaast werden er raadsleden en rechters geselecteerd om het bestuur van de kolonie te vormen.

## Commissie in Kaap de Goede Hoop

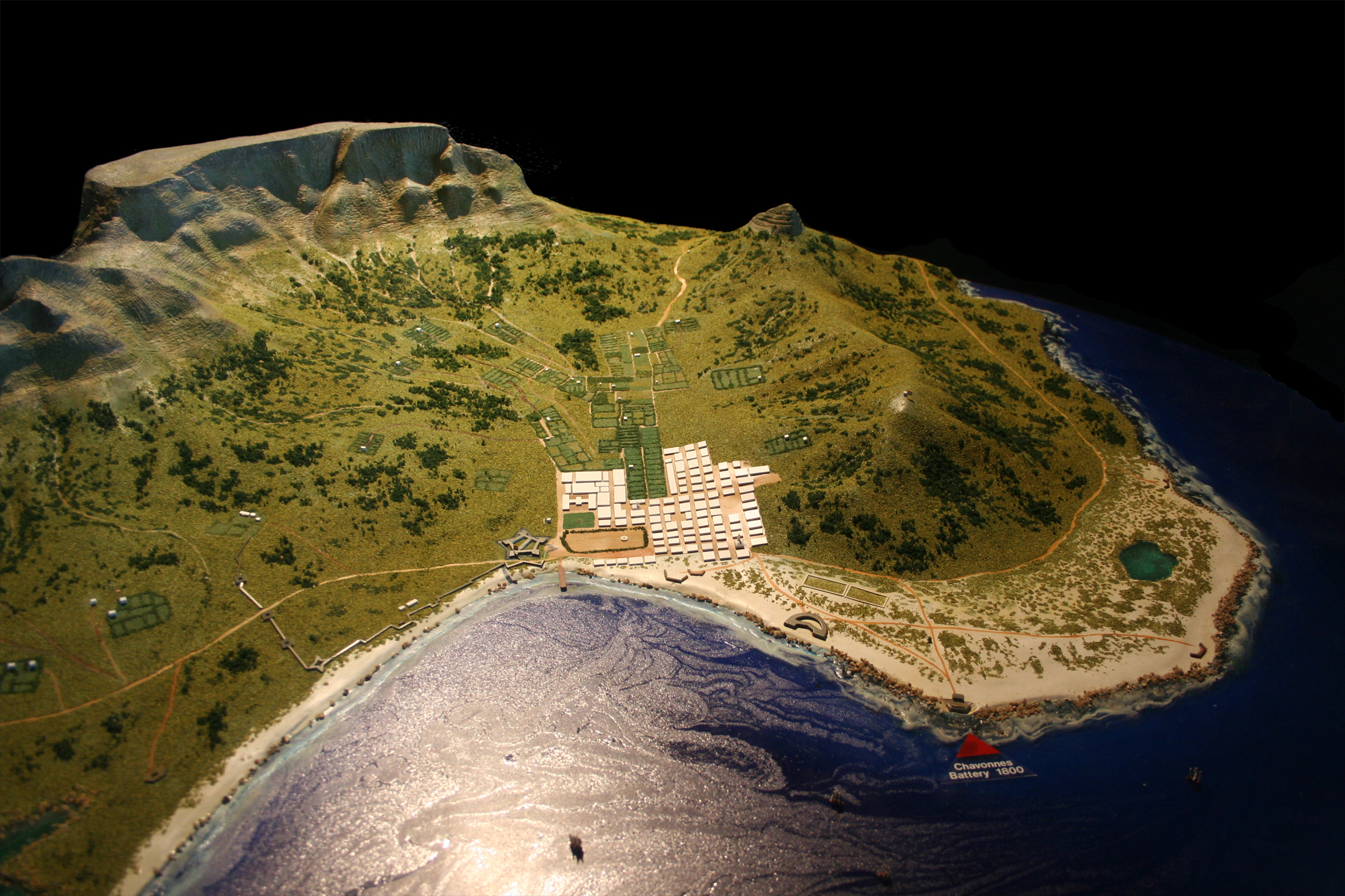
Een model van Kaapstad in 1800, rond de tijd dat De Mist bij de Kaap aankwam.

Op 23 december 1802 arriveerde De Mist in Kaapstad en vertrok de volgende ochtend naar het Kasteel de Goede Hoop voor zijn verblijf. Op 30 december vaardigde generaal Dundas een proclamatie uit waarin de inwoners van de kolonie werden ontheven van de eed van trouw aan de Britse koning, George III, met ingang van 1 januari 1803. Na een tijdelijke intrekking van het bevel om de controle over te dragen, werden op zondagavond 20 februari 1803 bij zonsondergang de Engelse bewakers afgelost door Nederlandse soldaten. De volgende ochtend werd de vlag gehesen op het kasteel. De Mist kondigde aan dat hij, nadat hij zich op de hoogte had gesteld van de situatie van het graafschap, een oorkonde zou opstellen die door de Staten-Generaal moest worden bekrachtigd.
In februari 1804 gaf De Mist een proclamatie uit waarin verschillende secties van de kolonie werden samengevoegd tot een nieuw district. Generaal Janssens noemde dit nieuwe district Uitenhage, naar een titel binnen de familie van De Mist. De Mist voerde ook reorganisaties door in andere districten, en creëerde hetzelfde jaar het district Tulbagh. Deze maatregelen hadden tot doel de administratie te vereenvoudigen door de kolonie in minder diverse geografische gebieden op te delen. Voorheen was de nederzetting voor gerechtelijke en fiscale doeleinden verdeeld in vier districten: de Kaap, Stellenbosch, Swellendam en Graaff-Reinet. De herstructurering van De Mist bracht dit aantal op zes kleinere districten en hij stelde landdrosten aan voor de twee nieuwe districten.

## Vrijheid van geloof
In juli 1804 publiceerde De Mist een proclamatie waarin werd verklaard dat alle religieuze genootschappen die een Almachtig Wezen aanbaden, gelijke bescherming onder de wet zouden genieten. Hierbij werd benadrukt dat er aan geen enkele geloofsovertuiging burgerlijke privileges verbonden zouden zijn. Deze verordening resulteerde in de oprichting van scholen die onder toezicht van de overheid vielen en niet verbonden waren aan een religieuze organisatie.
Een andere verordening van De Mist had betrekking op het huwelijk en maakte een einde aan de verplichting om naar Kaapstad te reizen om een huwelijksvergunning te verkrijgen en door een geestelijke in de echt te worden verbonden. Deze verordening stond toe dat echtparen in het huwelijk werden verbonden door een landdrost en twee heemraden.
Toen de kolonie in 1806 aan het einde van het interregnum opnieuw door de Britten werd bezet, werden de bepalingen van de proclamatie ongeldig verklaard en pas in 1820 weer van kracht.

## Ontslag
In september 1804 legde De Mist zijn autoriteit als commissaris-generaal neer, waardoor de gouverneur meer vrijheid kreeg om te handelen. Een essentiële kwestie was hoe de verdediging van de kolonie het beste kon worden voorbereid, omdat de leiders verwachtten dat de Britten uiteindelijk opnieuw zouden proberen aan te vallen. De Mist gaf aan weinig kennis te hebben van militaire zaken en vond dat de gouverneur het exclusieve recht moest hebben om over dit vraagstuk te beslissen. De twee mannen werkten goed samen.

## Gezinsleven
In 1816 vroeg De Mist toestemming aan koning Willem I om de naam 'Uitenhage de Mist' aan te nemen, zoals sommige van zijn voorouders deden. Op 22 januari 1817 keurde de koning dit goed via een Koninklijk Besluit.
Hij trouwde drie keer:
1. Met Amalia Strubberg op 20 september 1772 in Kleef. Ze scheidden op 10 december 1783. Ze kregen vier zonen en twee dochters.[2]
2. Met Elisabeth Morré op 8 mei 1796 in Beverwijk. Dit huwelijk werd ontbonden op 8 januari 1800.
3. Met Magdalena de Jonge op 20 december 1808 in Den Haag.

Jacob Abraham Uitenhage de Mist overleed op 3 augustus 1823 in Voorburg.

## Onderscheidingen
- Ridder in de Orde van de Unie, 13 februari 1807.
- Ridder in de Keizerlijke Orde van de Reünie, 7 maart 1812.[2]

## Publicaties
"Advies van het ontwerp voor een constitutie voor het volk van Nederland." (Kennisgeving van een plan voor een grondwet voor het volk van Nederland.) (1796)